# Ricarda Funk
Ricarda Funk   (Bad Neuenahr-Ahrweiler, Alemanya, 15 d'abril de 1992) és una piragüista alemanya que competeix en la modalitat d'eslàlom. Ha participat en 1 Olimpíada, guanyant la medalla d'or als Jocs Olímpics de Tòquio 2020, en la modalitat de caiac. A més ha guanyat 5 medalles (2 d'or) en els Campionats del Món i 6 medalles (3 d'or) en els Campionats d'Europa.

## Trajectòria professional
| Jocs Olímpics      | Jocs Olímpics     | Jocs Olímpics | Jocs Olímpics |
| Any                | Seu               | Posició       | Categoria     |
| ------------------ | ----------------- | ------------- | ------------- |
| 2020               | Tòquio            | 1             | K-1 Eslàlom   |
| Campionat del Món  |                   |               |               |
| 2014               | Maryland          | 5a posició    | K-1 Eslàlom   |
| 2015               | Londres           | 2             | K-1 Eslàlom   |
| 2017               | Pau               | 3             | K-1 Eslàlom   |
| 2018               | Rio de Janeiro    | 3             | K-1 Eslàlom   |
| 2019               | La Seu d'Urgell   | 5a posició    | K-1 Eslàlom   |
| 2021               | Bratislava        | 1             | K-1 Eslàlom   |
| 2021               | Bratislava        | 13a posició   | KX-1 Eslàlom  |
| 2022               | Augsburg          | 1             | K-1 Eslàlom   |
| 2022               | Augsburg          | 7a posició    | KX-1 Eslàlom  |
| 2023               | Londres           | 7a posició    | K-1 Eslàlom   |
| 2023               | Londres           | 10a posició   | KX-1 Eslàlom  |
| Campionat d'Europa |                   |               |               |
| 2014               | Viena             | 1             | K-1 Eslàlom   |
| 2015               | Markkleeberg      | 2             | K-1 Eslàlom   |
| 2017               | Ljubljana         | 13a posició   | K-1 Eslàlom   |
| 2018               | Praga             | 1             | K-1 Eslàlom   |
| 2019               | Pau               | 9a posició    | K-1 Eslàlom   |
| 2021               | Ivrea             | 3             | K-1 Eslàlom   |
| 2022               | Liptovski Mikulas | 14a posició   | K-1 Eslàlom   |
| 2022               | Liptovski Mikulas | 11a posició   | KX-1 Eslàlom  |
| 2023               | Cracòvia          | 1             | K-1 Eslàlom   |
| 2023               | Cracòvia          | 2             | KX-1 Eslàlom  |